# Mello (Death Note)
Mihael Keehl (ミハエル・ケール, Mihaeru Kēru), conhecido como Mello (メロ, Mero), é um personagem fictício da série de mangá Death Note, criado por Tsugumi Ohba e Takeshi Obata. Mello é introduzido ao lado de Near como um potencial substituto de L. Ambos Mello e Near foram criados na Wammy's House, um orfanato fundado por Watari, assistente de L. Porém, Mello se recusa a trabalhar em parceria com Near em capturar um assassino apelidado de "Kira". Ao longo de Death Note, ele se junta a uma máfia, e logo depois obtém um Death Note, e morre antes de expor a identidade de Kira. Mello também aparece em outras mídias da série, incluindo jogos eletrônicos e light novels.
O personagem de Mello foi criado, juntamente com Near, para quebrar o ciclo interminável de confrontos entre o detetive L e Light Yagami, o homem por trás da personagem Kira. Ambos Mello e Near foram criados depois de L, e foram inicialmente criados como gêmeos e filhos de L. Em última análise, esta ideia foi abandonada, com os seus desenhos mudados em comparação com o conceito original. Ele é dublado na série de anime por Nozomu Sasaki e na adaptação brasileira por Marcos Souza. Mídias relacionadas com o personagem foram criadas, incluindo bonecos de pelúcia e figuras de ação. Mello recebeu comentários mistos em revistas especializadas de mangá e anime.

## Criação e concepção
Tsugumi Ohba, escritor de Death Note disse que introduziu Near e Mello juntos porque L individualmente não poderia derrotar Kira e percebeu que a introdução de um personagem produziria um "recomeço" da luta entre Light e L. Ohba disse que ele pediu para Takeshi Obata, artista da série, para fazer que ambos os personagens se parecessem com L. Ohba "oscilou" em suas idades e pensou em fazer os personagens filhos de L. Como Ohba queria "incluir um pouco de L" em Near e Mello, Obata tentou manter "a estranheza e os olhos de panda". Visto que L é um personagem importante, Obata sentiu que tinha feito Near e Mello muito parecidos com L. Quando ouviu pela primeira vez sobre o Near e Mello, Obata acreditou que eles iriam participar como uma equipe e trabalhar em conjunto, descrevendo a criação dos desenhos dos personagens como "um grande esforço". Na primeira vez, ele tentou retratar Mello como tendo "mais energia do que Near".
Ohba disse que ele adicionou o traço do chocolate, porque ele acreditava que o chocolate "representava todos os doces", e que o traço se encaixava com o arco da história dos Estados Unidos. Ohba descreve a característica tornou-se "útil" durante a descoberta da base de Mello, devido às caixas de chocolate descartadas. Ohba disse que ele adicionou a cicatriz de Mello para as miniaturas como o traço que lhe daria "mais profundidade".
Ohba lembrou que ele considerou que Mello fosse a ser o personagem que finalmente derrotaria Light. De acordo com Ohba, após o desaparecimento de Sidoh, o roteirista "lutou" para criar o papel de Mello. As ideias de Ohba sobre Mello, finalmente, derrotar Light e de Near ser "o melhor" eram fortes em sua mente, mas uma vez que Mello havia "aprendido muito sobre o Death Note", ele teve que matá-lo para "sustentar a intensidade da história." Como resultado, Ohba não deu a Mello "um grande papel", na conclusão de Death Note, e em vez disso, Mello tinha afetado Light "indiretamente". Ohba deu a Mello uma morte "muito simples", retratado em uma só cena, ele sentiu que se Mello morresse "dramaticamente" revelaria a verdade por trás de sua morte.
Takeshi Obata, o artista de Death Note, disse que Ohba queria "incluir um pouco de L" em Near e Mello, no entanto manteria suas características e personalidades independentes, ele tentou manter a "estranheza e os olhos de panda". Obata acrescentou que os personagens recém-criados eram muito importantes como L era. Ele descreveu o trabalho na criação de Near e Mello como "uma grande luta". Obata disse que, quando ouviu falar pela primeira vez de Near e Mello, ele assumiu que ambos se juntariam como uma equipe para trabalharem em conjunto, de forma que inicialmente ele os imaginou como irmãos quando criou o design dos personagens. Obata disse que num primeiro momento ele tentou retratar Mello como tendo "mais energia do que Near." Em primeiro lugar, o cabelo de Mello foi cortado em linha reta; Obata disse que preferia o cabelo de Mello despenteado e confuso, o que ocorreu mais tarde na história. Obata disse que se sentiu agradecido quando Ohba adicionou a cicatriz, já que percebeu que Mello poderia ter uma "aparência mais perigosa".  Além disso, em How to Read 13, Mello é descrito com um olhar "mais intenso" e "mais humano" com a cicatriz. Obata disse que se sentiu triste quando Mello morreu na história pouco depois. Obata acrescentou que ele desenhou as roupas de Mello com base em "seu gosto", ou seja, as roupas que ele gostava em seus desenhos e não as roupas que ele gostava de usar. Obata disse que ele gostava do desenho de couro "brilhante". No momento em que ele criou as páginas com o reaparecimento de Mello com sua cicatriz, Obata disse que "finalmente [sentiu que ele poderia desenhar Mello] muito bem." Obata acrescentou o fato de que Ohba e ele não se reuniam regularmente, porque se Obata dissesse a Ohba sobre sua satisfação com a nova aparência de Mello, em seguida, Ohba poderia ter "matado Mello".
Obata acrescentou que os designs dos personagens tornaram-se ligados a fase de concepção, no final, Mello tinha o projeto de Near e vice-versa. Obata disse que, para ele, Mello era "mais calmo e sensível". Ele sentiu que "era melhor" que isso acontecesse.

## Aparições

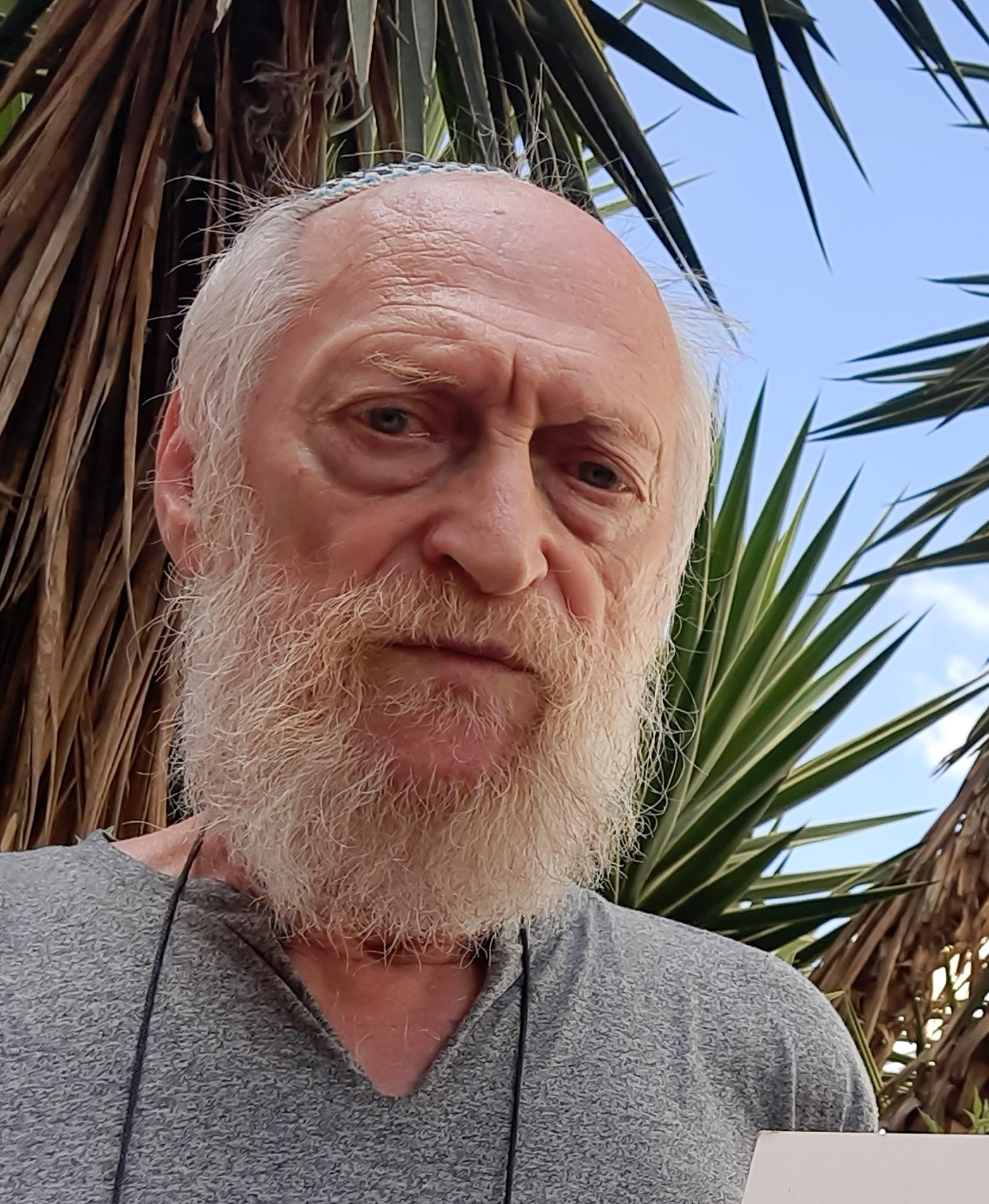
Mello comendo uma barra de chocolate

### Em outras mídias
Mello é o narrador do romance spin-off de Death Note, Death Note: Another Note - O Caso dos Assassinatos em Los Angeles. No romance, Mello afirma que só está contando a história a fim de exibir seus conhecimentos sobre Lawliet e Near. Mello decide que Near não pode ser a única pessoa a ler o livro, então ele acredita que deve tornar a história mais interessante. Enquanto narra, Mello usa técnicas diferentes: ele começa como um narrador típico, mas cai até adquirir uma forma de expressão que é geralmente associada com um narrador vivo. A razão de Mello para isso, é porque ele havia ficado entediado. O romance também muda de visão e opiniões, enquanto Mello também se foca nos pontos de vista de Naomi Misora.

## Características
Mello (Mihael Keehl), é o mais velho dos sucessores de L, abrigado na Wammy's House, um orfanato de Watari para crianças sobredotadas, em Winchester, Inglaterra, Reino Unido. Quando sugerido que Mello trabalhasse junto com Near, Mello se recusa, alegando uma incapacidade de unir forças com Near, pois Mello se considera o segundo na inteligência. Near é mais inteligente do que Mello, mas Mello possui uma ambição que ultrapassa as vontades de Near. Resultando em que Near possuísse uma personalidade mais calma e reflexiva do que Mello, mas às vezes desinteressada pelos acontecimentos ao seu redor. Enquanto isso, Mello tem uma personalidade agressiva, conduzindo-o (ao contrário de Near), a ser sempre o primeiro na caça a Kira, no entanto, Mello se deixa levar por suas emoções e julgamento, levando-o muitas vezes a decisões precipitadas que impedem o seu progresso.
Enquanto Mello é certamente uma das pessoas mais inteligentes, o título de ser o segundo mais inteligente na Wammy's House depois de Near, alimenta o seu complexo de inferioridade que define o caráter de Mello. Mello beira a ser amoral em sua obsessão de ser o único a capturar Kira, e está disposto a fazer "o que for preciso" para capturá-lo, envolvendo táticas pesadas como sequestro, chantagem, tortura e assassinato, que Near também estaria disposto a usá-las. No mangá, após Mello roubar com sucesso um Death Note, ele vai ainda mais longe ao tentar chantagear o presidente dos Estados Unidos, via telefone, em lhe entregar os fundos e recursos necessários para financiar a sua caça por Kira, ameaçando que, se suas exigências não fossem atendidas, Mello iria usar o Death Note para obrigar ao presidente a lançar todos os mísseis nucleares dos Estados Unidos, começando assim a Terceira Guerra Mundial. Indiscutivelmente, Mello não estaria disposto a derrotar Kira por um "senso de justiça", mas porque capturar Kira não só lhe daria uma vingança sobre a morte de Lawliet, mas também a chance de provar que ele é realmente digno em suceder L como o maior detetive do mundo, não sendo apenas o vice-campeão de Near. Mello descreve seu objetivo em suas próprias palavras: "Eu vou ser o número um!" Semelhante ao gosto de L por doces, Mello é sempre mostrado comendo chocolate, geralmente abocanhando um pedaço inteiro em sua boca com um gesto dramático. Além disso, como Lawliet, Mello pensa e reage rapidamente, e usa métodos menos convencionais para resolver seus casos.

## Personalidade
A personalidade de Mello pode ser facilmente descrita como a oposta de Lawliet ou de Near. É uma pessoa muito emocional e nervosa, mas agindo muito melhor do que qualquer pessoa da sua idade. Isso só não o faz perigoso como também imprevisível para as pessoas que o cercam, começando a ganhar respeito no mundo da máfia, mais ainda quando toma a posse do Death Note.
Afirma-se em Death Note: How to Read 13, que Mello tem "uma mente excelente", mas "que às vezes deixa suas emoções ficarem em seu caminho". O manual cita o "ódio que Mello tem de Near" e que isso "criou uma falha na personalidade de Mello". Obata aponta que a inveja e ódio de Mello por Near era apenas um caminho, e que Near honestamente "gostava de Mello". O manual também afirma que Mello não é totalmente mal, citando seu pedido de desculpas para Matt e a atenção que ele presta sobre o bem-estar de Matt. Tsugumi Ohba, o roteirista de Death Note, afirmou que Mello "trabalha muito para conseguir o que quer". Ohba acrescentou que o nome de Mello "não se destaca em nada".
Está sempre acompanhado de uma barra de chocolate, vício parecido com o de L que adorava doces. Está sempre dizendo que não se dá bem com Near e não quer juntar forças com o mesmo. Ele é um adolescente loiro com corte chanel, olhos azulados, e adquire uma cicatriz que cobre metade de seu rosto, causada pela explosão que fez ao fugir.